# وحدة الإرسال عن بعد
وحدة الإرسال عن بعد أو وحدة التحكم عن بعد هي نظام راديوي يستخدم ترددات لاسلكية خاصة يتم تخصيصها لتجميع الأخبار الإلكترونية والبث عن بعد. ويمكن أيضا استخدامه في أنواع أخرى من الوصلات الراديوية من نقطة إلى نقطة.
تستخدم وحدة الإرسال عن بعد لإرسال مواد البرنامج من مكان بعيد إلى محطة البث أو الشبكة. وعادة ما تستخدم هذه الأنظمة معدات إذاعة صوتية راديوية متخصصة عالية الدقة. كانت إحدى الشركات المصنعة، مارتي، تشتهر بتصنيع معدات الإرسال عن بعد، لدرجة أن الاسم يستخدم عادة للإشارة إلى وحدة الإرسال بغض النظر عن الجهة الفعلية المصنعة لها.
اليوم تستخدم الكثير من نظم البث الصوتي الرقمي عن بعد خطوطا هاتفية تتغذي على شبكة رقمية للخدمات المتكاملة. وتفضل هذه الطريقة بسبب موثوقية خطوط الهاتف مقابلة بالوصلة الراديوية إلى المحطة.